# Tinaco
Tinaco é uma cidade venezuelana, capital do município de Tinaco.